# Baryceros intermedius
Baryceros intermedius är en stekelart som först beskrevs av Szepligeti 1916.  Baryceros intermedius ingår i släktet Baryceros och familjen brokparasitsteklar. Inga underarter finns listade.